# Erastia salmonicolor
Erastia là một chi nấm thuộc họ Polyporaceae. Là một chi đơn loài, nó chứa loài duy nhất Erastia salmonicolor.